# Mniam!
Mniam! (ang. SeeFood) – malezyjsko-katarski film animowany z 2011 roku w reżyserii Aun Hoe Gou.
Światowa premiera produkcji odbyła się 15 września 2011 roku, natomiast w Polsce 7 października 2011.
Pierwszy malezyjski film animowany w technice 3D.

## Wersja polska
- Piotr Fronczewski – rekin kurojad Szczena
- Marcin Hycnar – rekin Olo
- Jerzy Kryszak – Dr Mackenstein
- Magda Gessler – żółwica Magda
- Andrzej Blumenfeld – Podlecki
- Cezary Morawski – Śliski
- Michał Wójcik – Kurczak Norris
- Marcin Wójcik – Kurambo
- Waldemar Wilkołek – Kukurychu
- Elżbieta Jędrzejewska – Kokosza Nell
- Mirosław Wieprzewski – Robcio
- Dariusz Błażejewski – Czesio
- Jacek Jarzyna – Wiesio
- Michael Galle – Nurek